# Polarità (biologia molecolare)
In biologia molecolare e in genetica, la polarità di una molecola di acido nucleico, in particolare di un filamento di DNA o RNA, si riferisce ai ruoli del filamento e del suo complementare nella codifica di una sequenza di amminoacidi. A seconda del contesto, la polarità può avere significati leggermente differenti.

## Polarità del DNA
A causa della natura complementare dell'appaiamento delle basi tra polimeri di acido nucleico, una molecola di DNA a doppio filamento sarà composta di due filamenti con sequenze complementari l'una con l'altra. Per aiutare i biologi molecolari a individuare in maniera specifica ogni filamento, questi ultimi sono distinti nel filamento senso e nel filamento antisenso. Un singolo filamento di DNA è detto positivo (o "senso", indicato col segno "+") se la sua sequenza di nucleotidi è uguale a quella del trascritto di RNA (tenendo presente che nell'RNA la timina è sostituita dall'uracile) che è tradotto o che è traducibile in una sequenza di amminoacidi. L'altro filamento della molecola di DNA è a polarità negativa (o "antisenso", indicato col segno "-") ed è complementare sia al filamento positivo che al trascritto di RNA. È il filamento antisenso ad essere usato come stampo dalla RNA polimerasi per la trascrizione dell'RNA.
Il filamento senso di DNA ha la stessa sequenza nucleotidica dell'RNA messaggero (mRNA) e può perciò essere letto per sapere la sequenza di codoni che durante la traduzione dà origine a un polipeptide. Per esempio, la tripletta ATG nel filamento senso corrisponde al codone AUG sull'mRNA che codifica per l'amminoacido metionina. Occorre precisare quindi che il filamento di DNA senso è così definito non perché è il filamento usato per sintetizzare la proteina ma perché corrisponde alla sequenza di codoni sull'RNA. Con questa logica, il trascritto di RNA è esso stesso chiamato a volte "senso".
A volte si trovano le espressioni "filamento codificante" e "filamento stampo" in luogo, rispettivamente, di filamento "senso" e "antisenso" e, nel contesto della molecola di DNA a doppio filamento, l'uso di questi termini è equivalente. Tuttavia, il filamento codificante o senso non sempre contiene triplette che codificano per una proteina, potrebbe infatti trascrivere un RNA codificante o uno non codificante.
I termini "senso" e "antisenso", riferiti ai filamenti di DNA, sono sempre e solo relativi a un particolare trascritto di RNA. In altre parole, ciascuno dei filamenti di DNA può fare da filamento senso o antisenso. Nella maggior parte degli organismi con un genoma sufficientemente grande ambo i filamenti possono fare da stampo per differenti trascritti di RNA in posti diversi della stessa molecola di DNA. In alcuni casi, i trascritti di RNA possono essere sintetizzati in entrambe le direzioni a partire da un promotore comune (vedi "ambisenso" sotto).

## Ambisenso
Un genoma a singolo filamento che può avere polarità sia positiva che negativa è chiamato "ambisenso". Alcuni virus hanno genomi ambisenso. I bunyavirus hanno tre RNA a singolo filamento (ssRNA, dall'inglese single strand), alcuni dei quali contengono sezioni sia negative che positive; anche gli arenavirus sono tipicamente virus a ssRNA con un genoma ambisenso.

## RNA antisenso
Una sequenza di RNA che è complementare a un mRNA endogeno è a volte chiamata "RNA antisenso". In altre parole, è un filamento non codificante complementare alla sequenza di codoni dell'mRNA, similmente agli RNA virali a polarità negativa. Quando un mRNA lega l'RNA antisenso, la traduzione è bloccata. Questo processo è coinvolto nell'interferenza dell'RNA. Le cellule possono produrre molecole di RNA naturalmente, chiamati microRNA, che interagiscono con la molecola di mRNA complementare inibendone l'espressione genica. Ciò è stato sfruttato come tecnica di biologia molecolare, introducendo artificialmente un transgene codificante per un RNA antisenso al fine di bloccare l'espressione del gene d'interesse.

## Polarità dell'RNA nei virus
In virologia, il termine "polarità" ha un significato leggermente diverso. Il genoma di un virus a RNA può essere positivo o negativo. La polarità è usata per classificare i virus nella classificazione di Baltimore.

### Virus a RNA a singolo filamento positivo
I virus a RNA a singolo filamento positivo (5'-3') hanno un genoma a RNA che può essere tradotto direttamente nelle proteine virali, e che quindi può essere considerato l'mRNA virale. Alcuni virus (come Coronaviridae) hanno genomi positivi che possono fare da mRNA ed essere usati direttamente per sintetizzare proteine senza l'ausilio di un RNA complementare. Grazie a ciò, questi virus non necessitano di avere una RNA polimerasi compresa nel virione, che sarà una delle prime proteine ad essere prodotte dalla cellula ospite, necessaria affinché il genoma del virus si replichi.

### Virus a RNA a singolo filamento negativo
I virus a RNA a singolo filamento negativo (3'-5') hanno un genoma complementare all'mRNA virale, e non può essere dunque tradotto direttamente in proteine. Dev'essere infatti trascritto nell'RNA positivo, che costituirà l'mRNA virale, da una RNA polimerasi RNA-dipendente prima della traduzione. Alcuni virus (come i virus dell'influenza) hanno genomi a polarità negativa e devono avere una RNA polimerasi nel virione.

## Oligonucleotidi antisenso
Il silenziamento genico può essere effettuato introducendo un oligonucleotide antisenso complementare all'RNA di interesse. Questo esperimento fu fatto per la prima volta da Zamecnik e Stephenson nel 1978, e continua a essere un approccio utile, sia per gli esperimenti in laboratorio che potenzialmente per applicazione cliniche (terapia antisenso). Numerosi virus, come i virus dell'influenza, il virus respiratorio sinciziale umano e il virus della SARS sono stati marcati con oligonucleotidi per inibire la loro replicazione nelle cellule ospiti.